# Pôquer aberto
Pôquer aberto (ou stud poker) é uma variante de pôquer na qual cada jogador possui uma certa quantidade de cartas expostas (conhecidas em inglês como face cards) e cartas fechadas (ou hole cards). A forma mais popular de stud pôquer é seven-card stud e suas variantes, como seven-card stud hi/lo e razz.
1. ↑  «Regras de poker | Conheça as regras do jogo para ganhar na PokerStars». www.pokerstars.pt. Consultado em 8 de junho de 2021